# جوزيف لانجو
جوزيف لانجو (1902-1984) (بالإنجليزية: Joseph Lanjouw)‏ هو عالم نبات هولندي.